# Китин, Владимир Васильевич
Владимир Васильевич Китин (31 декабря 1937, Ворошиловск — 22 июня 2011, Ставрополь) — советский футболист, полузащитник; советский и российский тренер. Мастер спорта СССР.
Бо́льшую часть карьеры игрока провёл в «Спартаке» / «Динамо» Ставрополь (1958—1961, 1963—1966). В октябре 1961 года сыграл два матча за СКА Ростов-на-Дону в чемпионате СССР. 1962 год отыграл в «Торпедо» Таганрог.
Участник матчей сборной РСФСР в Индии.
В 1967—1994 с перерывами работал в «Динамо» тренером. В 1991 года, с июля — исполняющий обязанности главного тренера.
Работал в ДЮСШ «Динамо», в училище олимпийского резерва, среди воспитанников — игроки сборной России Дмитрий Кириченко и Роман Павлюченко.
В Ставрополе стал проводиться турнир памяти Китина.